# 冯兰芳
冯兰芳（1965年11月—），女，甘肃武威人，盲人曲艺演员，第二批中国国家级非物质文化遗产项目凉州贤孝代表性传承人，1972年拜师于贤孝艺人冯光生、陈虎全。